# N. Johan Laursen
Niels Johan Laursen (født 11. juni 1855 i Tønning, død 17. oktober 1930 i Aarhus) var en dansk redaktør, præst og politiker. Han var medlem af Folketinget for Venstre fra 1910 til 1926 og medlem af Aarhus Byråd fra 1900-1906 og 1909-1920.

## Familie
Niels Johan Laursen var søn af gårdejer og sognefoged Laurids Stephansen (1814-1856) og hustru Inger Kirstine Mikkelsdatter (1820-1888). Han blev i 1882 gift med Ane Marie Pedersen, kendt som Anna Laursen (1845-1911). Parret fik en adoptivdatter i 1893 men havde ingen biologiske børn.

## Levned
N.Joh. Laursen blev født i Tønning vest for Skanderborg i 1855. Han gik på Jelling Seminarium fra 1872 til 1875 og blev student som privatist fra Herlufsholm i 1877. Han var huslærer i Norge i et år 1879-1880 og blev teologisk kandidat fra Københavns Universitet i 1882. Samme år blev han redaktør af den nyoprettede grundtvigianske avis  Aarhus Folkeblad. Avisen skulle være et alternativ til den bjørnbakske Aarhus Amtstidende. Den skiftede i 1895 navn til Aarhus Amts Folkeblad som, med tilslutning fra bjørnbakkere, støttede Venstrereformpartiet og var stadig i opposition til Aarhus Amtstidende som nu støttede Frede Bojsens fraktion af Venstre, Moderate Venstre. Laursen var medredaktør og medejer af Aarhus Amts Folkeblad indtil 1903 hvor avisen lukkede.
Fra 1903 til 1924 var han residerende kapellan ved Aarhus Domkirke.
N. Johan Laursens hustru, Anna Laursen, var lærer på en privatskole som hun i 1891 blev forstander for. Han underviste i matematik på skolen og hjalp med regnskaberne. Parret var ledende skikkelser i den grundtvigske bevægelse i Århus. N. Johan Laursen var formand for Århus højskoleforening fra 1882 til 1894. Han udgav i 1891 Sangbog for den danske Folkehøjskole, som senere blev, sammen med andre højskolebøger, blev til Højskolesangbogen.
Han blev ridder af Dannebrog i 1918.

## Politisk virke
Laursen var medlem af byrådet i Aarhus fra 1900 til 1906 og igen fra 1909 til 1920.
Han stillede op til Folketinget i Lemvigkredsen ved valgene i 1887 og 1890 og i Mariagerkredsen ved valget i 1892, men opnåede ikke valg. I 1894 stillede op ved et suppleringsvalg i Skjoldelevkredsen som blev afholdt efter Søren Kjærs død, men trak sig inden valghandlingen. Ved folketingsvalget 1895 stillede han op i Silkeborgkredsen og ved folketingsvalget 1901 i Aarhus Søndre Valgkreds.
Efter disse forgæves forsøg på at komme i Folketinget, blev han endelig valgt i Koldingkredsen ved folketingsvalget i 1910. Han blev genvalgt der indtil han stoppede i 1926. Laursen var medlem af Folketingets Finansudvalg i alle årerne i Folketinget og Finansudvalgets formand 1920-1924. Han var medlem af Universitetskommissionen af 1912 og arbejdede for oprettelse af et jysk universitet i Aarhus.